# 项名达
项名达（1789年—1850年），字步莱，號梅侣，浙江仁和县（今杭州余杭区仁和镇）人，清朝数学家。
出生于乾隆五十四年（1789年）。卒于道光三十年（1850年）。嘉庆二十一年举人，国子监学正。道光六年，考进士，官知县不就。道光三十年，卒于家，年62岁。著述甚富，传于后世的有《下学庵句股六术及图解》，《复附句股形边角相求法三十二题》共一卷，《象数一原》未完稿六卷。

## 清史稿的記載
| 《清史稿·志一百二十二》 | 句股六術一卷。項名達撰。             |
| 《清史稿·志一百二十二》 | 開諸乘方捷術一卷。項名達撰。         |
| 《清史稿·志一百二十二》 | 象數一原六卷。橢圓術一卷。項名達撰。 |

## 親族
子项锦标。